# Spintherobolus leptoura
Spintherobolus leptoura är en fiskart som beskrevs av Weitzman och Malabarba, 1999. Spintherobolus leptoura ingår i släktet Spintherobolus och familjen Characidae. Inga underarter finns listade i Catalogue of Life.